# Jane Siberry
Jane Siberry, (Toronto, 1955. október 12. –) kanadai pop- és folkénekesnő, dalszerző. Az 1980-as években olyan új hullámos dalaival vált ismertté, mint a „Mimi on the Beach” és az „I Muse Aloud”. Közreműködött A holló (The Crow) és a „The Happiness Principle” című filmzenékben. Letölthető dalokat kínál az internetről és a vásárló maga határozza meg az árat. Jane Siberry az 1980-as évek közepén feltűnt egyik legünnepeltebb kanadai énekesnő, akit a nemzetközi szaksajtó Joni Mitchellhez, a brit Kate Bushhoz és az amerikai Laurie Andersonhoz hasonlította. 
A Maria (1995) című albuma dzsesszzenészekkel improvizált dalokat tartalmaz. Verseskötete is megjelent (Swan: Three Poems, Toronto, 1998.)

## Pályafutása
Zenész pályafutása az 1980-as években akusztikus folk előadásokkal torontói klubokban indult. 1981-ben saját maga készítette albumát, a Jane Siberryt. 1984-ben leszerződött egy kanadai lemezkiadóval.Kiadták a „No Bordes Here”-t (1984). Ez az album tartalmazza a „Mimi on the Beach” című slágert is. A „The Speckless Sky" (1985) pedig aranylemez lett.
Felvették a Maria albumot élőben vett fel egy szesszkvintettel (1995). Az énekes-dalszerző Siberry Wim Wenders „Until the End of the World” című filmjében is szerepel.
1996-ban szakított lemezkiadójával, és megalapította a sajátját (Sheeba), amely három New York-i koncertlemezt (és mást is) kiadott.
2002-ben a Rhino/Warner kiadta a Love Is Everything című gyűjteményt. Jane részt vett a „Time & Love” projektekben is, mint például a „Hymns of Earth” című album karácsonyi dalokkal és liturgikus himnuszokkkal.
2006 és 2009 között Issa álnéven publikált. Tiszteletbeli tudományos fokozatot kapott a Guelphi Egyetemen (Ontario).

## Albumok
- Jane Siberry (1981)
- No Borders Here (1984)
- The Speckless Sky (1985)
- The Walking (1987)
- Bound By the Beauty (1989)
- Summer in the Yukon (1992)
- A Collection 1984-1989
- When I Was a Boy (1993)
- Maria (1995)
- Teenager (1996)
- A Day in the Life (1997)
- Child: Music for the Christmas Season (1997)
- Lips: Music for Saying It (1999)
- Tree: Music for Films and Forests (1999)
- Hush (2000)
- City (2001)
- Love is Everything: The Jane Siberry Anthology (2002)
- Shushan the Palace: Hymns of Earth (2003)
- Dragon Dreams (2008)
- With What Shall I Keep Warm? (2009)
- Meshach Dreams Back (2011)
- Ulysses' Purse (2016)
- Angels Bend Closer (2016)

## Díjak
- https://www.imdb.com/name/nm0796250/awards/